# Aéroport de Barreirinhas
L'aéroport de Barreirinhas (code IATA : BRB • code OACI : SSRS) est l'aéroport de Barreirinhas au Brésil.

## Historique
L'aéroport est dédié à l'aviation générale.

## Compagnies aériennes et destinations
Pas de vols réguliers à partir de cet aéroport.

## Accès
L'aéroport est situé à 1 km du centre-ville de Barreirinhas.

## Développements futurs
Une nouvelle piste est en cours de construction.